# Ingrid Margrethe Gjerde
Ingrid Margrethe Gjerde (* 29. Juli 1968 in Bærum) ist ein Offizier der norwegischen Streitkräfte (Forsvaret), die als Generalmajor seit 2021 Kommandeurin der Streitkräfte der Friedenstruppe der Vereinten Nationen in Zypern UNFICYP (United Nations Peacekeeping Force in Cyprus) ist. Zuvor war sie zwischen 2019 und 2021 Chefin für strategische Planung der Norwegischen Streitkräfte.

## Leben
Ingrid Margrethe Gjerde absolvierte von 1989 bis 1992 eine Offiziersausbildung an der Krigsskolen sowie ein Studium der Politikwissenschaften an der Universität Oslo, das sie mit einem Master abschloss. Danach folgten verschiedene Verwendungen als Offizierin des Heeres (Den Norske Hær). Erste Erfahrungen bei einem Einsatz der Friedenstruppen der Vereinten Nationen hatte sie zwischen 1994 und 1995 als Zugführerin des norwegischen Kontingents der Interimstruppe der Vereinten Nationen im Libanon UNIFIL (United Nations Interim Force in Lebanon). Sie war ferner von 1998 bis 1999 Kompaniechefin des bei der SFOR (Stabilisation Force) in Bosnien und Herzegowina eingesetzten Telemark-Bataillon. Nach anderen Verwendungen besuchte sie 2006 das Command and General Staff College in Fort Leavenworth und war nach ihrer Rückkehr vom 1. August 2006 bis zum 14. August 2009 als Oberstleutnant (oberstløytnant) erste Frau Kommandeurin des Königlichen Gardebataillons (Hans Majestet Kongens Garde). Sie war ferner zwischen 2011 und 2012 Kommandeurin des norwegischen Kontingents der Internationalen Sicherheitsunterstützungstruppe ISAF (International Security Assistance Force) in Afghanistan.
Nachdem Ingrid Margrethe Gjerde 2013 das United States Army War College (USAWC) in Carlisle absolviert hatte, wurde sie am 1. Oktober 2013 ebenfalls als erste Frau Kommandantin der Heereskommandeursschule (Hærens befalsskolen) und verblieb auf diesem Posten bis 2016. Nach ihrer Beförderung zur Brigader am 22. April 2016 wurde sie Chefin des Stabes und stellvertretende Kommandeurin des Heeres und bekleidete diese Funktion bis 2018. Im Anschluss war sie zwischen 2018 und 2019 Chefin für Öffentlichkeitsangelegenheiten der norwegischen Streitkräfte (Forsvaret). Am 11. Oktober 2019 wurde sie zum Generalmajor befördert und war daraufhin zwischen Oktober 2019 und März 2021 Chefin für strategische Planung der Streitkräfte.
Am 24. März 2021 wurde Generalmajorin Ingrid Gjerde von Generalsekretär der Vereinten Nationen António Guterres zur Kommandeurin der Streitkräfte der Friedenstruppe der Vereinten Nationen in Zypern UNFICYP (United Nations Peacekeeping Force in Cyprus) ernannt und damit zur Nachfolgerin der aus Australien stammenden Generalmajor Cheryl Pearce.